# Zgorzelec
Zgorzelec (Duits Görlitz) is sinds 1945 de gedeelde Poolse buurstad van het Duitse Görlitz. De stad ligt op de oostoever van de Neisse in het Woiwodschap Neder-Silezië en telde in 2001 36.400 inwoners.
De stad is een belangrijke grensplaats met zowel een grensovergang in de stad als voor de Autobahn en de spoorwegen.

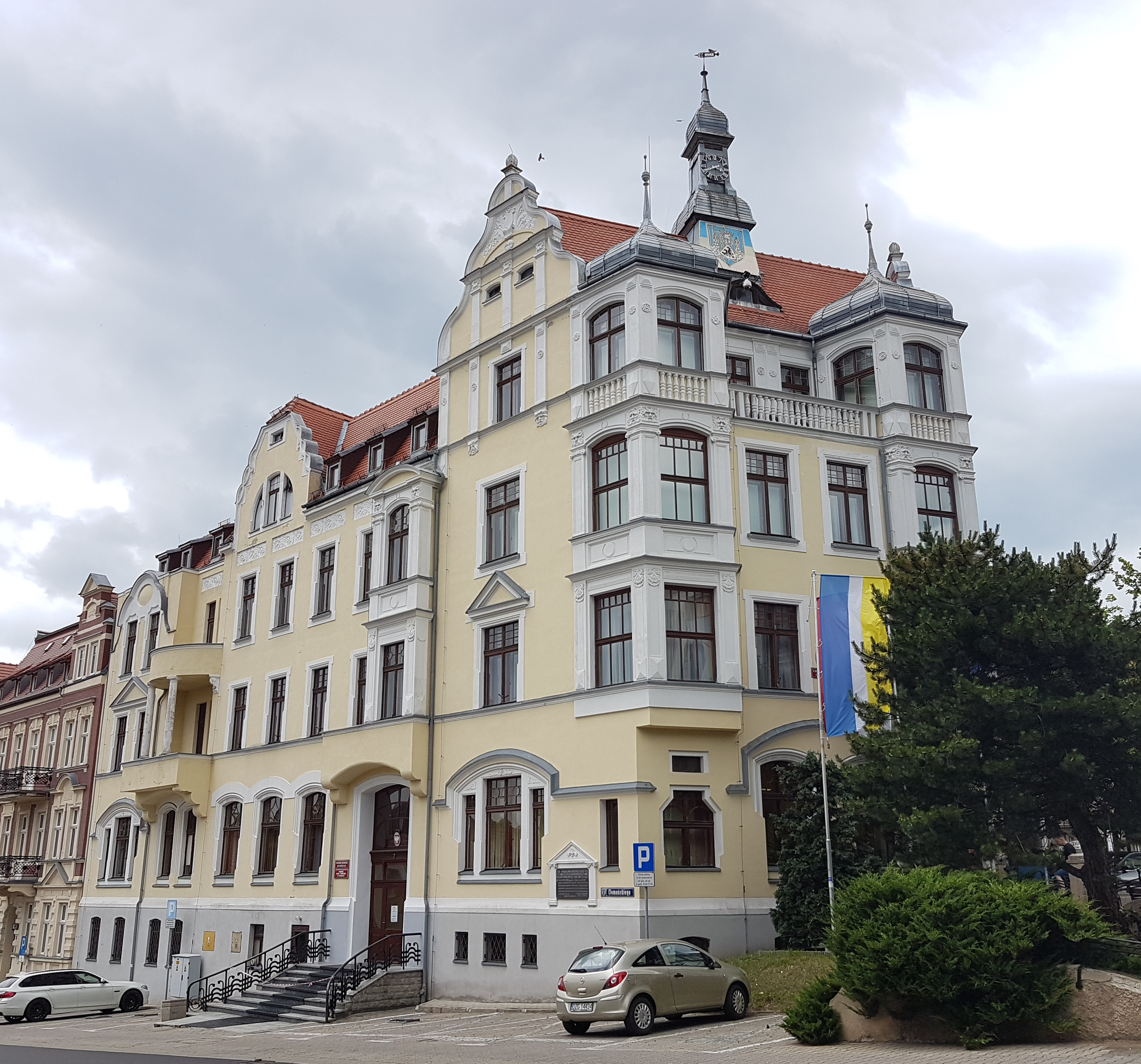
Raadhuis van Zgorzelec

## Geschiedenis
De stad Görlitz verkreeg in 1215 stadsrechten en tot 1945 lag zij aan beide zijden van de rivier de Neisse. Als uitvloeisel van de Conferentie van Potsdam werd het Poolse grondgebied naar het westen verlegd, tot aan de zogeheten Oder-Neissegrens. Het oostelijke deel van Görlitz kwam hiermee onder Pools bestuur en kreeg een nieuwe naam: Zgorzelec. De Duitse bevolking uit het oostelijke deel van het voormalige Görlitz werd vrijwel geheel verdreven naar het westoever van de rivier de Neisse. Sindsdien zijn Zgorzelec en Görlitz twee gescheiden plaatsen in twee aangrenzende landen.
Door de acute tweedeling ontstond een behoefte aan samenwerking om de leefsituatie van de bevolking in de beide steden te verbeteren. Zo moest het energienet worden gedeeld om de bevolking aan beide zijden van de Neisse van gas en water te kunnen blijven voorzien. Op 6 juli 1950 werd door de DDR en de Volksrepubliek Polen het Verdrag van Zgorzelec ondertekend om de onderlinge samenwerking te verbeteren. In 1972 gingen de grenzen weer een beetje open voor personenverkeer om in 1980 alweer te sluiten vanwege weerstand van de DDR tegen de Poolse vakbeweging Solidarność. Na de politieke verschuivingen in de DDR in 1989 werd de grens opnieuw opengesteld voor personen om op 1 mei 2004, bij de Poolse toetreding tot de EU, geheel open te gaan. Er zijn in deze stad 3 grensovergangen, de Stadsbrug voor auto's en vrachtauto en de Oudestadsbrug voor voetgangers en fietsen, ook is er per spoor een grensovergang en iets ten zuiden aan de snelweg Autostrada 4, nabij de grens.
In de jaren 1946-1948 woonde er een hele kolonie communistische Grieken (ca. 14.000), die uitgeweken waren om de Griekse burgeroorlog te ontkomen. Na de val van de militaire dictatuur en de afkondiging van een algehele amnestie zijn velen van hen echter teruggekeerd naar hun vaderland. Er wordt echter nog wel een Grieks festival gehouden.

## Verkeer en vervoer
- Station Zgorzelec